# Homoseksualiteit in middeleeuws Europa

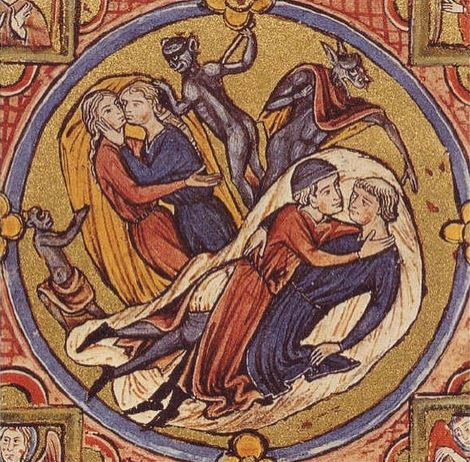
Illustratie in een middeleeuws manuscript van een zoenend vrouwelijk en mannelijk koppel. Codex Vindobonensis 2554, Österreichische Nationalbibliothek, Wenen.

Homoseksualiteit in middeleeuws Europa beschrijft hoe er in Europa tijdens de middeleeuwen omgegaan werd met homoseksualiteit. Deze omgang werd vooral bepaald door de christelijke visie op homoseksualiteit, want noch de joodse noch de islamitische cultuur ontwikkelde een zelfde soort morele afkeuring van relaties tussen mensen van hetzelfde geslacht als de christelijke cultuur.

## Terminologie
Wat in de moderne tijd homoseksualiteit genoemd wordt, werd vanaf de middeleeuwen onder de bredere parapluterm "sodomie" geplaatst. Deze term verwees naar de zondige Bijbelse steden Sodom en Gomorra die door God werden gestraft toen hij ontdekte dat mannelijke inwoners van deze steden met elkaar seks hadden. De parapluterm sodomie werd gebruikt voor alle seksuele gedragingen die niet gericht waren op voortplanting. Daar viel dus seks onder met personen van hetzelfde geslacht, maar ook masturbatie, anale seks tussen man en vrouw, pedofilie en bestialiteit. Sodomie werd in de middeleeuwen dan ook gezien als een daad, of een set van daden, in plaats van een seksuele oriëntatie.
Andere termen die voor sodomie in de (Zuidelijke) Nederlanden gebruikt werden waren "buggerie", "onnatuurlijke zonde" en  "stomme zonde" (Latijn: "peccatum mutum"). De term "bougre" of "bugger" werden respectievelijk gebruikt in Frankrijk en Engeland. In het laat-middeleeuwse Duitsland werd het woord Ketzer (ketter) gebruikt voor sodomieten. De uitdrukking "het bedrijven van ketterij" werd eveneens gebruikt als synoniem.

## Theologie
In de Bijbel wordt in verschillende teksten de "zonde tegen de natuur" afgewezen. Daarnaast veroordeelden veel vroege kerkvaders en theologen sodomie, zoals Augustinus van Hippo, Ambrosius van Milaan, Paus Gregorius I en Johannes Chrysostomus. Ook in de allereerste concilies sprak de kerk zich uit tegen sodomie. Zo vaardigden de bisschoppen bij het Concilie van Ancyra een veroordeling uit tegen bestialiteit en homo-erotische handelingen. Zij zetten hier de straf van excommunicatie op. Tijdens de Karolingische periode vaardigden diverse concilies ordinanties uit die seks tussen mannen veroordeelden.
Omstreeks 1049 introduceerde de latere kerkleraar Petrus Damiani de term sodomie in zijn boek Liber Ghomorrianus. Het was volgens hem een onnoembaar misdrijf. Het geschrift van Damiani leidde nog niet tot een strafmaat voor sodomie. In de twaalfde en dertiende eeuw veroordeelden ook vele scholastische filosofen sodomie, zoals Albertus Magnus en Thomas van Aquino. Deze laatste baseerde zijn veroordeling op het natuurrecht, want volgens Thomas van Aquino hadden dieren geen relaties met hetzelfde geslacht en was het geslachtsverkeer gericht op voortplanting.

## Vervolging

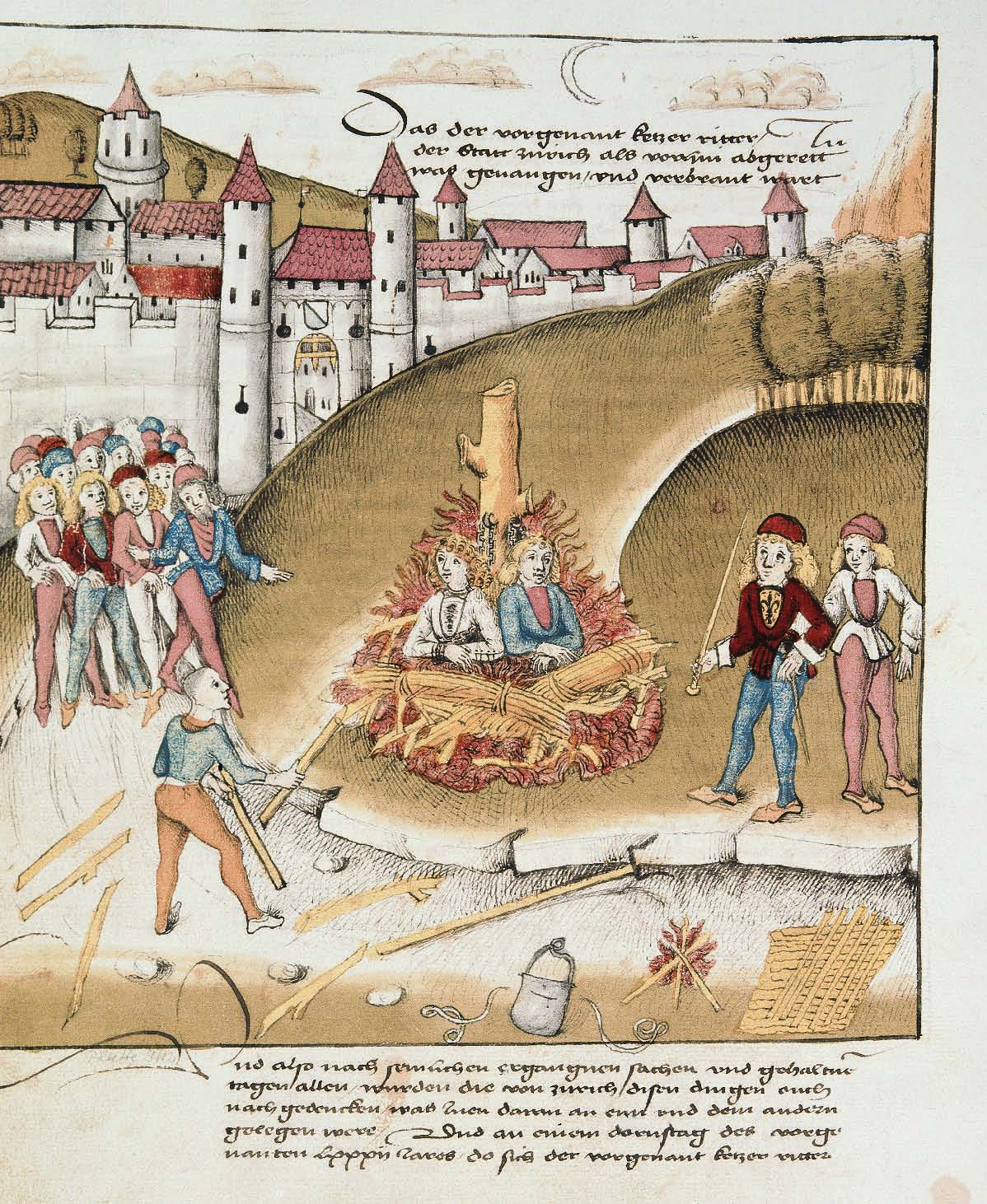
Het verbranden van sodomieten in een Zwitserse codex.

In 1120 besloot het Concilie van Nablus dat beoefenaars van zowel passieve als actieve sodomie moesten eindigen op de brandstapel. Ruim vijftig jaar later bepaalde het Vierde Lateraans Concilie dat clerici die sodomie pleegden uit de geestelijkheid verbannen moesten worden of in het klooster boete moesten doen. De leken die zich schuldig maakten aan sodomie moesten worden geëxcommuniceerd. Excommunicatie kon in verschillende Europese regio's, Denemarken, Aragon en het Duitse Rijk, tot een terdoodveroordeling leiden die werd opgelegd door de seculiere autoriteiten. De lokale kerken gingen hierin mee en zodoende werd het onderdeel van het canoniek recht. Ook verschillende seculiere jurisdicties namen gedurende de dertiende eeuw maatregelen en schreven de doodstraf voor als straf voor man-tot-manrelaties. Ondanks dat de kerk sodomie actief veroordeelde als een zonde, waren de kerkelijke rechtbanken veel minder actief in het bestraffen van sodomie dan de wereldlijke rechtbanken.
Toch kende sodomie verschillende uiteenlopende straffen. Zo bestond er in Frankrijk een voorkeur voor oplopende bestraffingen na herhaling. Hierbij behoorde castratie als waarschuwing; het wegnemen van de penis in een latere fase en ten slotte verbranding. In Duitsland bestond aanvankelijk een voorkeur voor levend begraven, maar dat werd later vervangen door de vuurdood. Een uitzondering hierop was de verdrinking van een lesbische vrouw. In Italië maakten rechtbanken ook gebruik van geldboetes en een gevangenisstraf voordat de beklaagden op de brandstapel terechtkwamen.
Van voor de dertiende eeuw bestaan er nauwelijks bronnen die de vervolging van sodomie beschrijven. Het oudste bekende voorbeeld van iemand die in de middeleeuwen werd veroordeeld voor sodomie komt uit 1277, toen koning Rudolf I heer Haspisperch tot de brandstapel veroordeelde. Er is sprake van verbrandingen van sodomieten in Laon in 1317, Dorche in 1344, Reims in 1372 en in 1409 in Augsburg. Uit het hedendaagse Spanje zijn alleen een paar gevallen bekend van andersgelovigen die werden veroordeeld. De stad Venetië zette in 1406 een groep van vijftien of zestien adellijke jongelieden op de brandstapel samen met achttien gewone burgers. Bij al deze veroordelingen betrof het mannen. In de Nederlanden was de Gentse messenmaker Jean de Wettre, voor zover bekend, de eerste die vanwege sodomie op de brandstapel belandde. Uit Engeland zijn slechts een handvol middeleeuwse gevallen van vervolging bekend, waaronder die van Eleanor Rykener. Uit Zweden zijn ook nauwelijks middeleeuwse dossiers bekend.
De vervolging kon sterk per regio verschillen door wat er precies onder sodomie verstaan werd. Zo werd masturbatie in Venetië nauwelijks bestraft en kwam bestialiteit op het platteland vaker voor. De stad Florence was in Europa berucht om zijn sodomitische reputatie. De stad richtte in 1432 een speciale rechtbank op voor het veroordelen van sodomie, de Ufficiale di Notte. In zeventig jaar tijd arresteerde deze commissie ongeveer 17.000 mensen en hiervan werden 3.000 veroordeeld. Ook Venetië en Lucca kenden vanaf de vijftiende eeuw een speciale rechtbank die sodomieten veroordeelde.
In de Zuidelijke Nederlanden werden tussen 1400 en 1550 zo'n 300 mensen berecht naar aanleiding van beschuldigingen van sodomie, een betrekkelijk laag aantal wanneer het vergeleken wordt met de latere Utrechtse sodomieprocessen (1730-1731), waar in alleen de stad Utrecht al een gelijk aantal vervolgingen werd behaald. Volgens mediëvisten Andrea Bardyn en Jelle Haemers ondernamen "de autoriteiten [...] geen systematische zoektocht naar 'sodomieters', een heksenjacht bestond er niet".

## Politiek wapen

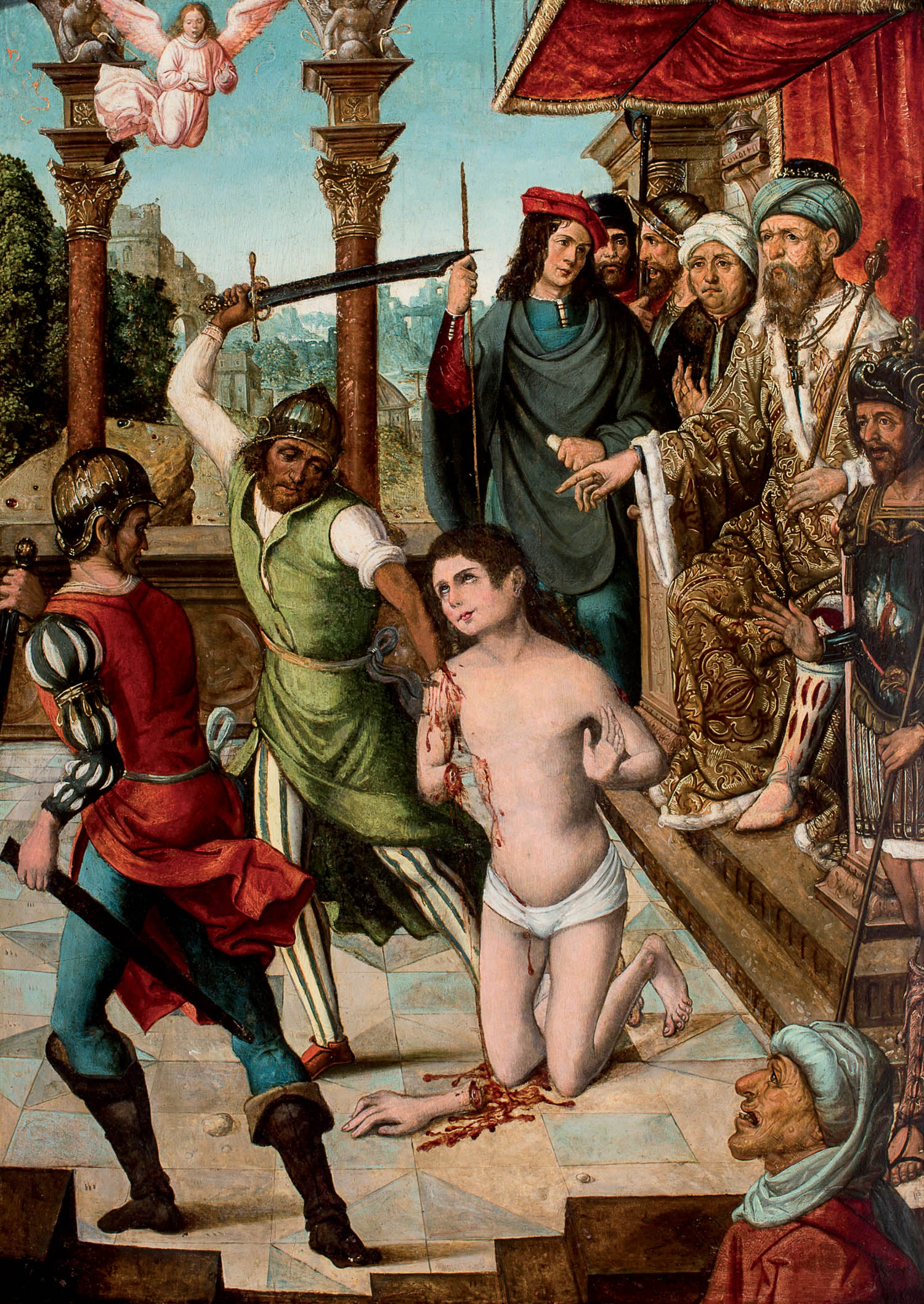
Het martelaarschap van Pelagius, geschilderd door de Meester van Becceril.

Sodomie was gedurende middeleeuwen een politiek wapen dat diverse malen in stelling werd gebracht om een tegenstander mee zwart te maken. Zo beschuldigde de Franse koning Filips IV de Tempeliers van sodomie toen hij zijn schulden niet kon betalen. Hij kon hen hierop arresteren en vervolgen en slaagde er zo in onder zijn schuld uit te komen. Over de Vlaamse graaf Lodewijk van Male beweerde men dat hij te veel onder invloed stond van "blyde jonghe ghesellen". Ook over Karel de Stoute deden er geruchten de ronde dat hij mannen boven vrouwen verkoos in zijn bed. Dit was iets wat niet alleen de adel overkwam, maar ook de stedelijke burgerij, waar sodomie werd gebruikt om persoonlijke vijanden in diskrediet te brengen.
Sodomie werd dan ook vaak geassocieerd met de "ander". Zo gebruikten Engelse schrijvers sodomie als onderdeel van kritiek op de Fransen. Daarnaast werd dit begrip ook in verband gebracht met ketters. Bovendien bestond er een lange traditie van christelijke schrijvers die sodomie verbonden aan de islam. Zo schreef Hroswitha van Gandersheim Pelagius over een christelijke jongeling die de martelaarsdood verkoos boven de seksuele avances van de emir van Cordoba. Keizer Alexios I Komnenos gebruikte sodomie ook als een van de misdaden waar de moslims in het Heilige Land zich schuldig aan maakten. Door een verband tussen sodomie (specifiek het verkrachten van christelijke jongens) en de islam te leggen zorgde hij voor demonisering van de moslims.

## Lesbianisme
Van alle groepen in de middeleeuwse maatschappij zijn lesbiennes het meest gemarginaliseerd en het minst zichtbaar. Een van de weinige vroeg-christelijke auteurs die zich uitspraken tegen vrouwelijke homo-erotiek was de apostel Paulus. Vrouwelijke sodomie kwam ook niet voor in het werk van Petrus Damiani of de andere scholastieke auteurs. Door het gebrek aan vervolging van vrouwen stelde theoloog Derrick Sherwin Bailey dat "zowel de middeleeuwse als de moderne wetgeving geen aandacht besteedde aan lesbische handelingen". Desondanks werd in 1260 een wet ingevoerd in Orléans die ook vrouwen veroordeelde.
In de Zuidelijke Nederlanden was het aantal vervolgingen van vrouwen op grond van van sodomiewetgeving betrekkelijk laag. Bij de 300 vervolgingen tussen 1400-1550 waren maar 30 vrouwen betrokken. Toch was dit aantal aanzienlijk hoger dan in andere Europese landen en belandden ze vaker op de brandstapel. Bardyn en Haemers zeggen hierover: "Uit dit alles moeten we niet concluderen dat vrouwen in de Nederlanden vaker onderlinge seksuele betrekkingen hadden dan elders. Eerder wijst het erop dat vrouwen hier meer aanwezig waren in het publieke leven, onder andere dankzij hun sterke economische positie, waardoor hun 'misdaad' zichtbaarder was."